# Benetton B193
El Benetton B193 es un coche de carreras de Fórmula 1 con el que el equipo Benetton compitió en la temporada 1993 de Fórmula 1. Diseñado por Ross Brawn y Rory Byrne, el monoplaza estaba propulsado por el último motor Cosworth HBA en un acuerdo inicialmente exclusivo con Ford y funcionaba con neumáticos Goodyear. Lo conducían el alemán Michael Schumacher y el veterano italiano Riccardo Patrese.

## Descripción general
El coche se distinguía de su predecesor debido a que su pista era 15 cm (5,9 pulgadas) más estrecha según las regulaciones de 1993 y a la adición de bargeboards en el Gran Premio de Europa. También tenía pontones con un corte menos pronunciado para los conductos del radiador. La altura del morro se elevó con respecto a la del B192, además de tener una "plataforma" trasera más larga y plana para permitir un flujo de aire más suave sobre la suspensión trasera que el B192.
También se cambió el perfil estándar de la placa terminal del alerón trasero, presentando un borde de ataque recto en lugar del diseño curvo del B192. Más adelante en la temporada, esto cambiaría aún más con la incorporación del "ala delantera"; un ala en voladizo adicional utilizada en orugas de alta carga aerodinámica, montada hacia adelante y por encima del plano principal, unida mediante extensiones de placa terminal. El borde de ataque del alerón delantero ahora también seguía un perfil recto, en lugar de curvarse hacia las placas laterales. El borde de ataque del morro también seguía un perfil curvo más suave, mientras que el B192 era más plano en su punta.
En términos de rendimiento, fue una mejora con respecto al competidor de 1992.
Gracias al motor más potente, Michael Schumacher pudo desafiar consistentemente a los McLaren y en ocasiones desafió al aparentemente imbatible Williams FW15C.
Es discutible que, en general, fuera el segundo coche más competitivo de la parrilla, detrás del Williams, con Schumacher consiguiendo podios regularmente y superando en la clasificación al as de una sola vuelta Ayrton Senna en 8 de las 16 carreras de la temporada. Tener acceso al motor de fábrica más potente, en contraste con el hecho de que McLaren tuviera que conformarse con unidades con especificaciones más antiguas, le dio a Benetton una ventaja de potencia (aunque Williams usó un Renault V10 muy superior), sin embargo, McLaren tuvo la ventaja en algunas carreras, en particularmente en condiciones húmedas debido en parte al uso del control de tracción. Debido a los resultados de principios de temporada de McLaren (logrados en parte frente a la carrera del B193A en Sudáfrica y Brasil), McLaren pudo presionar con éxito a Ford para que proporcione motores de iguales especificaciones a Benetton desde Silverstone en adelante, con ambos ejecutando la Serie VIII del HB V8, donde anteriormente el acuerdo exclusivo de Benetton había visto a McLaren usar la Serie VII que Benetton también usaba en el B192/B193A.
El coche era muy avanzado en el sentido tecnológico y contaba con suspensión activa, transmisión semiautomática y control de tracción, desde el Gran Premio de Mónaco en adelante, aunque Riccardo Patrese dijo más tarde que el coche estaba un paso por debajo en calidad en comparación con el mucho más sofisticados coches Williams que había conducido durante los cinco años anteriores.
Una variante de este coche, el B193C, se utilizó como mula de prueba para un innovador sistema de dirección en las cuatro ruedas y fue probado por Schumacher y Patrese en Estoril. La dirección en las cuatro ruedas se introdujo en algunos de los automóviles de producción de Nissan y Toyota. Patrese descubrió que el sistema no agregaba nada al rendimiento del monoplaza y, de hecho, lo redujo en las curvas más lentas; sin embargo Schumacher prefirió el sistema ya que estimaba una ganancia de 3 décimas de segundo por vuelta. El sistema se incorporó al coche de carreras de Schumacher para Japón y Australia, pero no pudo completar ninguna de las carreras (esto no fue culpa del sistema 4WS, sino más bien por un accidente y una falla del motor, respectivamente). El sistema sólo habría sido legal para esas 2 carreras; Las tecnologías avanzadas para ayudar a los conductores fueron prohibidas durante la temporada de 1994.
Benetton finalmente terminó tercero en el Campeonato de Constructores, justo detrás de McLaren, pero con una brecha sustancial con Williams. El B193B fue reemplazado para la temporada 1994 por el Benetton B194.

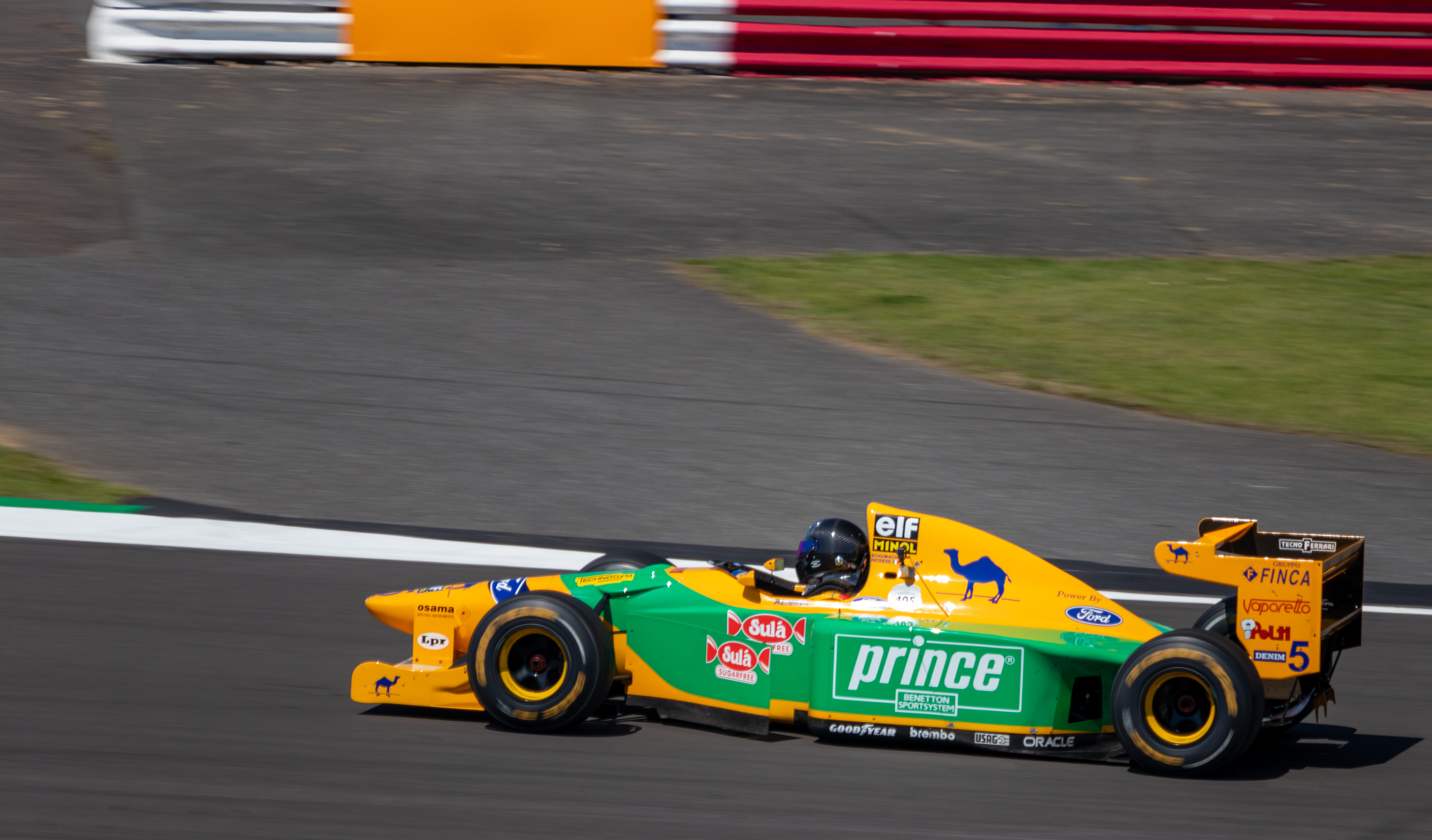
Un Benetton B193 en el Gran Premio de Gran Bretaña 2021

## Livery
Este fue el último coche de Fórmula 1 que contó con la marca de cigarrillos Camel como patrocinador principal del equipo, antes del equipo a largo plazo con sede en Enstone con los cigarrillos Mild Seven. Benetton utilizó los logotipos 'Camel', excepto en los Grandes Premios de Francia, Gran Bretaña, Alemania y Europa.

## Resultados
(Clave) (negrita indica pole position) (cursiva indica vuelta rápida)

| Año     | Motor   | Neu. | Chasis | N.º | Pilotos            | 1   | 2   | 3   | 4   | 5   | 6   | 7   | 8   | 9   | 10  | 11  | 12  | 13  | 14  | 15  | 16  | Puntos | Pos. |
| ------- | ------- | ---- | ------ | --- | ------------------ | --- | --- | --- | --- | --- | --- | --- | --- | --- | --- | --- | --- | --- | --- | --- | --- | ------ | ---- |
| 1993    | Ford V8 | G    |        |     |                    | RSA | BRA | EUR | SMR | ESP | MON | CAN | FRA | GBR | GER | HUN | BEL | ITA | POR | JPN | AUS | 72     | 3.º  |
| 1993    | Ford V8 | G    | B193   | 5   | Michael Schumacher | Ret | 3   |     |     |     |     |     |     |     |     |     |     |     |     |     |     | 72     | 3.º  |
| 1993    | Ford V8 | G    | B193B  | 5   | Michael Schumacher |     |     | Ret | 3   | 3   | Ret | 2   | 3   | 2   | 2   | Ret | 2   | Ret | 1   | Ret | Ret | 72     | 3.º  |
| 1993    | Ford V8 | G    | B193   | 6   | Riccardo Patrese   | Ret | Ret |     |     |     |     |     |     |     |     |     |     |     |     |     |     | 72     | 3.º  |
| 1993    | Ford V8 | G    | B193B  | 6   | Riccardo Patrese   |     |     | 5   | Ret | 4   | Ret | Ret | 10  | 3   | 5   | 2   | 6   | 5   | 16  | Ret | 8   | 72     | 3.º  |
| Fuente: |         |      |        |     |                    |     |     |     |     |     |     |     |     |     |     |     |     |     |     |     |     |        |      |